# Попкорн
Попкорн (англ. popcorn, от popped corn, досл.: «выстрелившая (хлопнувшая) кукуруза (зерно)») или воздушная кукуруза — закуска, представляющая собой зёрна кукурузы, раздувшиеся изнутри при нагревании. Обычно подаётся подсоленным или подслащенным.
Попкорн изготавливался тысячелетиями древними индейцами Америки, которые обнаружили разновидность маиса, способного вздуваться при нагревании. Это свойство объясняется особым строением зерна, в котором находится капелька крахмала, содержащая воду. При нагревании вода вскипает, пар взрывает оболочку и зерно раскрывается, увеличиваясь в объёме.

## История
Родина попкорна — американский континент.
Когда впервые был приготовлен попкорн — доподлинно неизвестно, но совершенно определённо коренные жители восточного побережья Америки его ели и использовали в качестве украшения, когда Христофор Колумб прибыл к ним в 1492 году. Вдобавок известно, что попкорн имел там религиозное значение — по форме раскрывшегося кукурузного зерна определяли будущее (аналогично гаданию на расплавленном свинце у римлян).
При раскопках были также найдены взорванные кукурузные зёрна возрастом 4000 лет, из чего сделали вывод, что попкорн в древние времена был частью рациона индейцев.
В 1885 году американский предприниматель Чарльз Криторз начал в Чикаго внедрение первой компактной и мобильной машины для производства попкорна.
В Северной Америке и Европе попкорн является традиционной закуской в кинотеатрах и продаётся там с 1912 года.
В 1981-1982 годы в СССР для повышения эффективности усвоения питательных веществ была разработана установка для инфракрасного облучения фуражного зерна (превращающего зерно в аналог поп-корна), которая была введена в эксплуатацию в Липецкой области. В результате, было установлено, что питательные вещества из "поп-корна" усваиваются почти вдвое лучше, чем из цельных зёрен (то есть, примерно на том же уровне, как из сваренного зерна) - и приготавливалось быстрее, чем "каша" (в зависимости от количества зерна, на облучение требовалось от 15 до 100 секунд). 
В 1984 году изобретён попкорн для микроволновых печей.

## Состав
Для изготовления попкорна используется только специальный сорт кукурузы, а именно — взрывающийся. Из обычной кукурузы, используемой главным образом для получения крахмала или для кормления скота, очень трудно или совсем невозможно сделать попкорн. У взрывающейся кукурузы имеется хотя и очень тонкая, но гораздо более твёрдая и немного стекловидная оболочка, нежели у обычной кукурузы. После приготовления попкорна на конечном продукте часто остаются прилипшие части этой оболочки. У взрывающейся кукурузы очень большой выход. Горсть зёрен даёт большую миску готового попкорна.
Попкорн, как и его исходный материал, очень богат пищевыми волокнами, благотворно влияющими на пищеварение.
Подробнее — см. Кукуруза сахарная.

## Приготовление

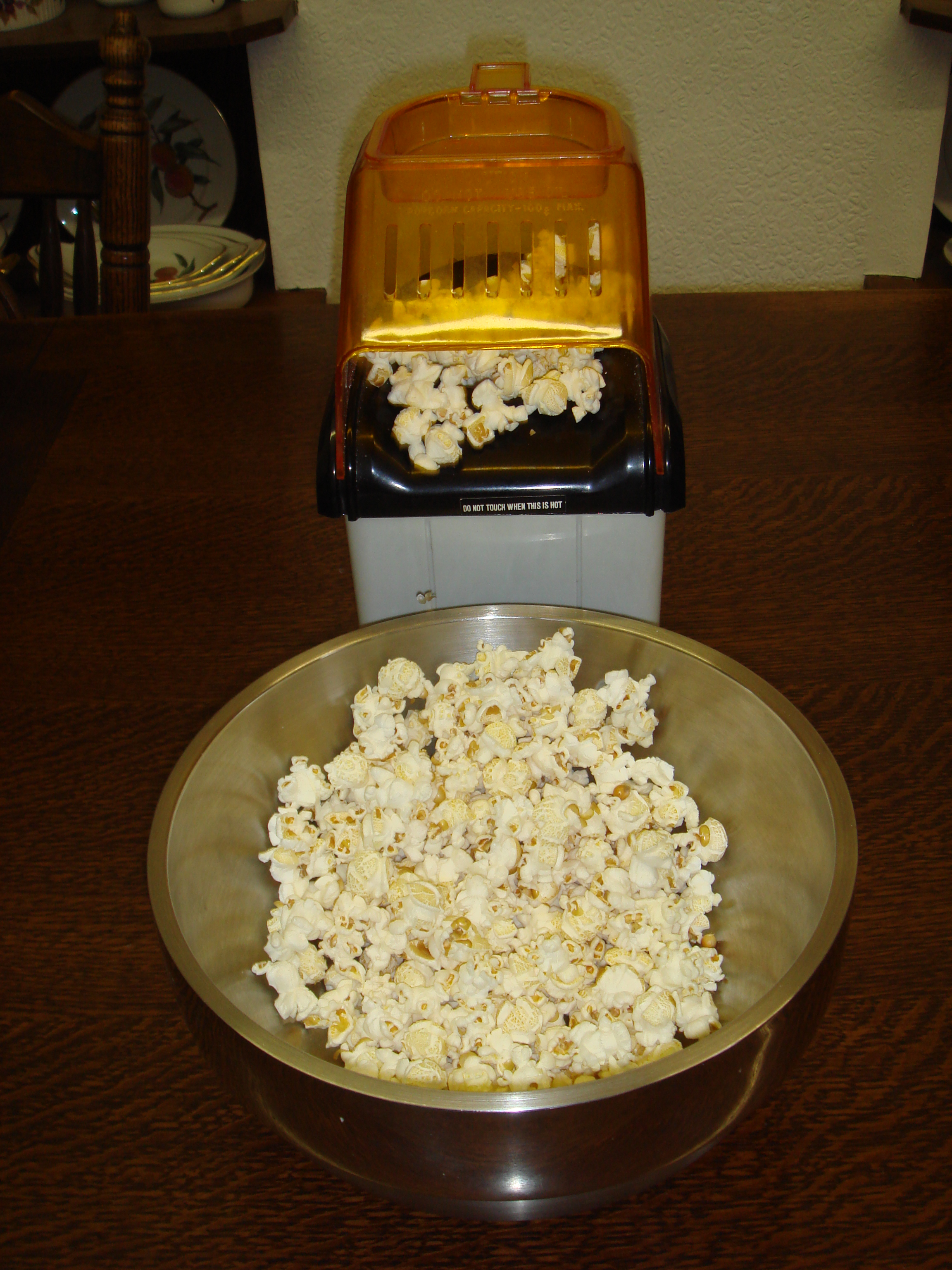
Домашняя машина для приготовления воздушной кукурузы

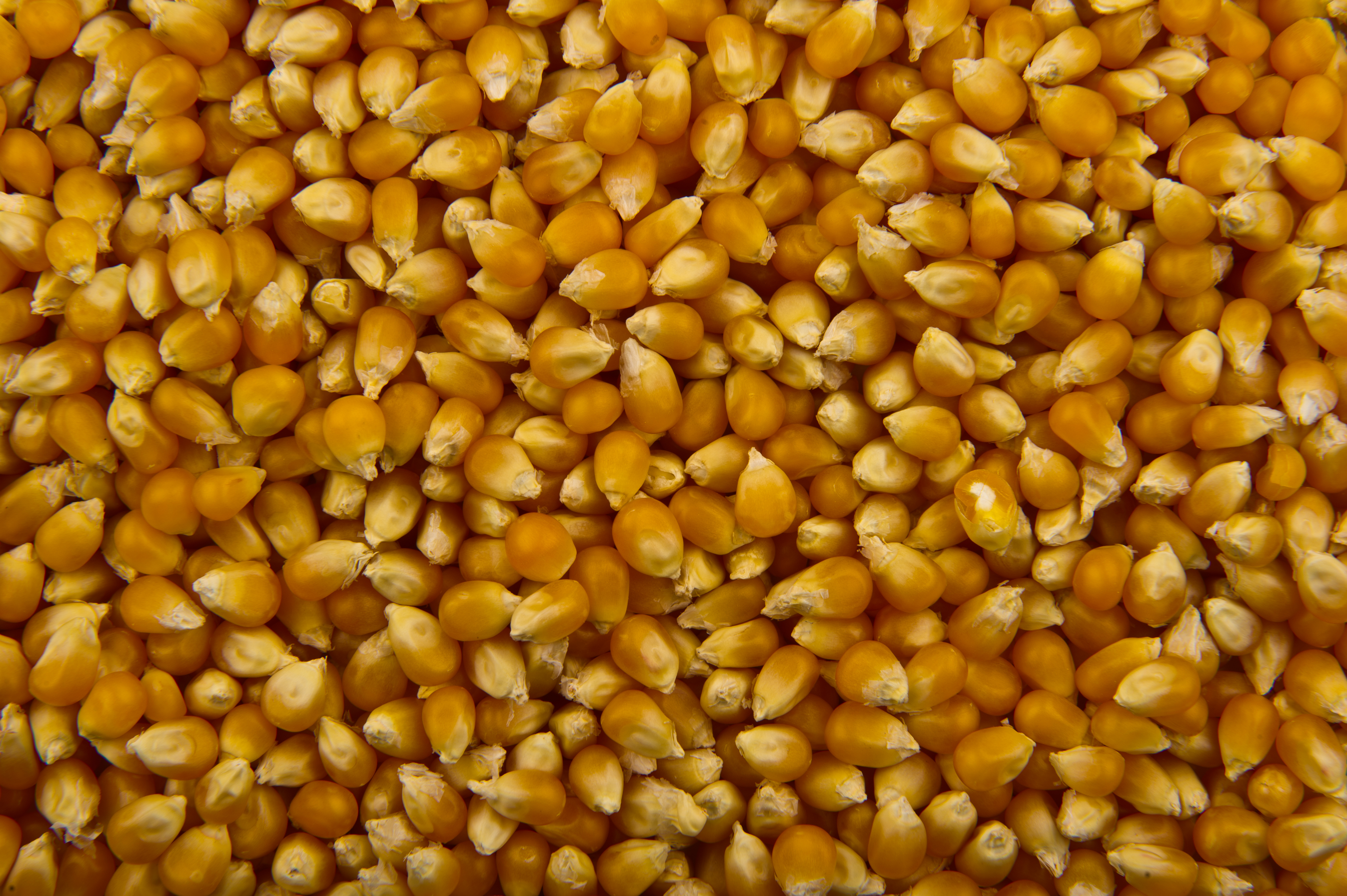
Зерно кукурузы

Питательная крахмалосодержащая ткань кукурузы, так называемый эндосперм, имеет снаружи твёрдую оболочку, внутри — мягкое содержимое. В нём находится связанная вода. Когда зерно нагревают примерно до 200 °C, вода меняет своё агрегатное состояние с жидкого на газообразное. Появляется водяной пар. В виде пара вода занимает гораздо больший объём: при нормальных условиях из миллилитра жидкости получается примерно 1,6 литра пара. Обычно вода вскипает уже при 100 °C, но под давлением она остаётся в жидком состоянии, несмотря на возрастающую температуру. Примерно при 200 °C плотная оболочка зерна уже не может противостоять давлению воды. Она лопается, и крахмал, размягчённый под действием нагрева и давления, расширяется, быстро превращаясь в пенистую структуру, затем охлаждается и застывает.
Простой способ приготовления попкорна — нагревание в горячем масле на сковороде или в кастрюле. Наряду с большими приготовителями попкорна, предназначенными для народных гуляний и кинотеатров, существует множество типов бытовых приготовителей:
- Специальный котёл для плиты, с рукояткой. Нужно добавлять масло. Рукоятку нужно крутить во время приготовления, чтобы кукуруза была в постоянном движении во избежание пригорания готового продукта. Аппараты данного типа существуют более 100 лет.
- Машина для приготовления попкорна с нагревательной пластиной. Перемешивающий механизм поддерживает постоянное движение попкорна. При таком способе опасность перегрева очень мала. Крышку устройства можно использовать как сервировочное блюдо. Требуется очень мало масла/жира.

В двух упомянутых агрегатах можно готовить попкорн по разным рецептам и с множеством добавок. Если добавить сахар, то получится карамелизированный попкорн.

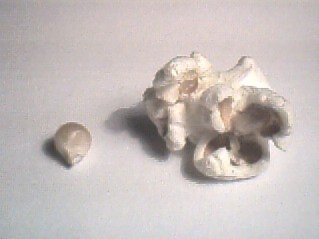
Зерно кукурузы и получившееся зерно попкорна

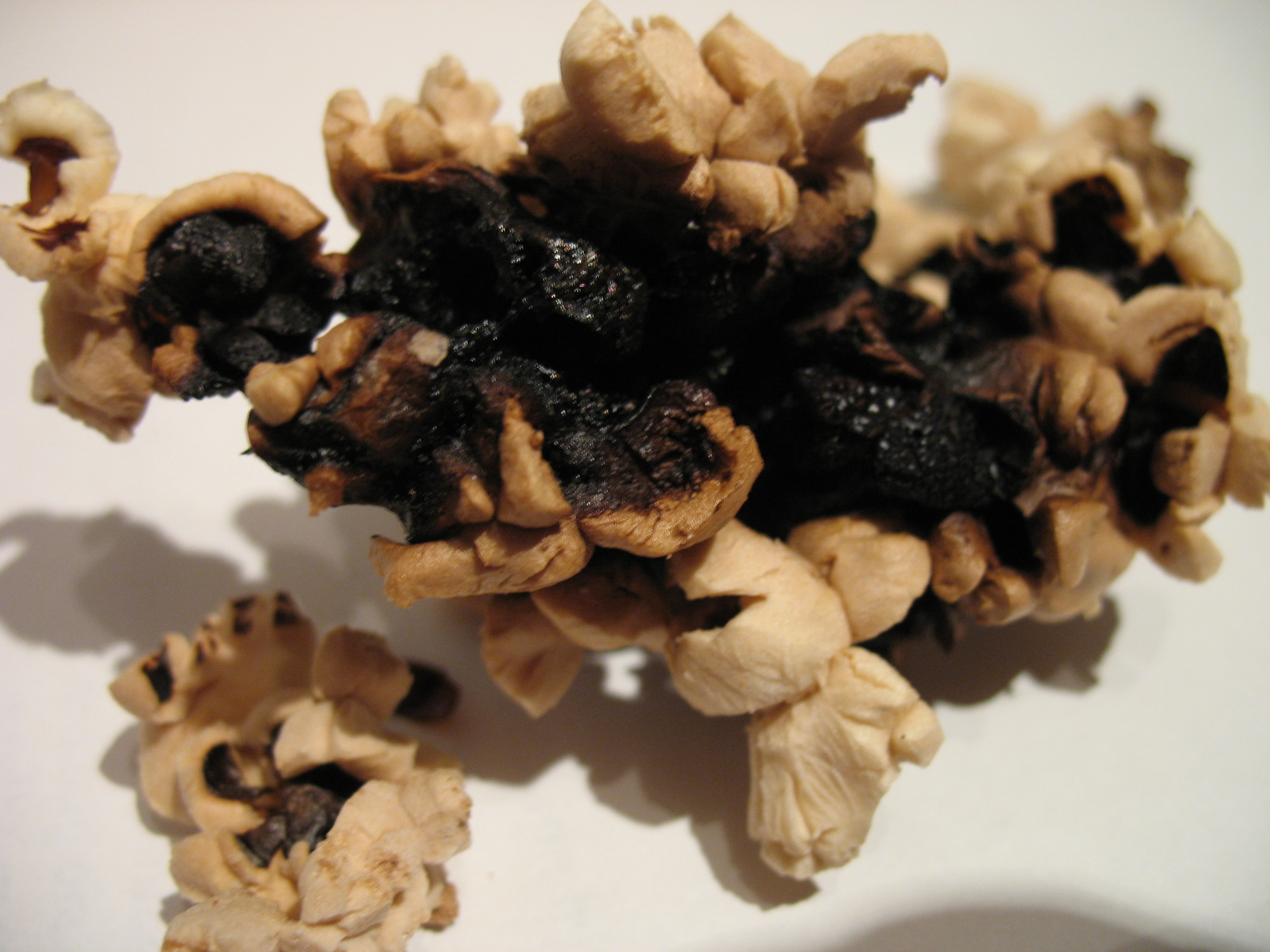
Попкорн, перегретый в микроволновой печи

Попкорн можно изготовить в агрегатах, описанных ниже.
- Машина, работающая на горячем воздухе. Аппарат функционально похож на фен для волос. Вместо выходного сопла у него небольшая чаша с попкорном, через которую снизу продувается горячий воздух. Готовый попкорн через отверстие вылетает в миску. В миске к готовому попкорну добавляются соль или сахар.
- Микроволновая печь. Просто разогреть попкорн в закрытом бумажном пакете. Существует также специальная посуда и попкорн для микроволновой печи. Если применяются пластиковые сосуды, нужно убедиться, что они жаростойкие. Некоторая посуда для микроволновых печей выдерживает температуры только до 150 °C. Такая посуда может быть повреждена, поскольку попкорн будет горячее.

Нераскрытые кукурузные зёрна для попкорна можно приобрести в продовольственных магазинах. Для приготовления попкорна не годятся обычные зёрна, поскольку они либо слишком сухие, либо слишком мягкие, отчего вскипающая вода не может создать нужное давление и будет вытекать сквозь трещины.
Попкорн посыпают сахаром, карамелизируют или солят. В США и Южной Америке, как правило, употребляют подсоленный попкорн, в который добавляют, чаще всего, ароматизатор (к примеру, используется аромат сливочного масла); кроме того, распространён и карамелизированный попкорн. Обычный для Германии подсахаренный попкорн, напротив, в США почти неизвестен, однако в последние годы распространился сладко-солёный вариант «Kettle corn».

## Применение
Для многих людей попкорн — необходимое условие для удачного похода в кино (идиома «запасаться попкорном» означает «готовиться к интересному зрелищу», не обязательно в индустрии развлечений). Почти в каждом кинотеатре имеется стойка для продажи попкорна.
Культуролог Эндрю Смит объясняет причины этого явления: попкорн очень дешёвый и его легко приготовить, поэтому в 1920-х это было самое популярное уличное блюдо, далее началась Великая депрессия — и в кинотеатрах США случился бум: в кино пришли люди, которые устали от тяжелой реальности и хотели доступного зрелища. Также, в кинотеатры пошли маленькие дети (эпоха немого кино заканчивалась, теперь для просмотра не нужно уметь читать).
А розничная торговля предлагает готовый попкорн в различных вариантах упаковок: существуют кульки в форме шлангов, которые также часто продают на ярмарках, маленькие и большие пластиковые вёдра с плотно закрывающейся крышкой, которые потом можно употребить для других целей. Для маленьких детей имеются пластмассовые игрушки, части которых заполнены попкорном; этот попкорн обычно подкрашен пищевыми красителями и более мелко дроблён.

### Попкорн как упаковочный материал
Попкорн, вздувшийся без участия жира, частично используется вместо пенопластовых шариков как наполнитель для пакетов, чтобы предохранить пересылаемый товар от повреждения при транспортировке. После доставки товара этот попкорн может быть использован как корм для скота, птиц, или идёт в компост.